# Стефано Уссі
Стефано Уссі (італ. Stefano Ussi; 2 вересня, 1822, Флоренція — 11 липня, 1901, Флоренція) — італійський художник XIX століття з широким творчим діапазоном від академізму до орієнталізму. Професор Флорентійської академії мистецтв

## Ранні роки
Народився у місті Флоренція. Мав художні здібності. Художню освіту опановував у художній академії Флоренції. Його викладач малювання — Енріко Поллястріні, викладачі живопису — П'єтро Бенвенуті та Джузеппе Беццуолі (навчання тривало у 1837—1838 рр.). Він був виключений з академії.

## Військовополонений
1848 року, з початком визвольної війни проти Австрійської імперії, пішов волонтером воювати проти австріців. Був взятий у полон і запроторений у тюрму Терезієнштадт для військовополонених у місті Терезін, що була розташована в тодішній Богемії.

## Продовження навчання і початок творчості
По закінченні полону повернувся до Флоренції, де закінчив художню освіту. 1849 року від брав участь у трирічному конкурсі, що провела Флорентійська академія мистецтв, і виборов приз, котрий дозволив стажуватись у Римі. До цього періоду належить картина «Джованні Бокаччо тлумачить „Божествену комедію“ Данте в церкві Санто Стефано». Дещо більшим був успіх академічної картини «Вигнання з Флоренції герцога Афінського» з великою кількістю персонажів, котру сучасники вважали шедевром Стефано Уссі. Цю картину демонстрували на першій національній виставці у місті Флоренція 1861 року. Трохи раніше, у грудні 1860 року його запросили на посаду професора у Флорентійську академію мистецтв.

## Картини арабської тематики
1869 року він відбув у арабський Єгипет на урочистості з нагоди відкриття Суецького каналу. Так він звернувся до нової тематики в своїй творчості (Орієнталізм). Як жанр живопису, орієнталізм був відомим для венеціанських художників доби відродження, позаяк венеціанське купецтво постійно торгувало з мусульманськими країнами і було посередником в торгівлі між арабським Сходом та західною Європою. В ХІХ столітті нова хвиля захоплення поверхнево сприйнятим орієнталізмом пішла від паризьких художників.
Художній спад в мистецтві Італії ХІХ ст. примусив італійських художників уважно спостерігати за художніми процесами у Парижі і копіювати паризькі знахідки. Тематика картин Стефано Уссі на арабські теми була більш реалістична, ніж фантазії на арабські теми художників академічного напрямку. Хоча і він часом створював фантазійні сцени в майстерні («Арабські вершники» або «Арабська фантазія»), котрі мали попит у невибагливої публіки з грошима.
1870 та 1785 роках він здійснив подорож до Марокко у складі першого італійського посольства разом із римським художником Чезаре Бізео.

## Художник-портретист
Менше відомий Стефано Уссі як портретист. Але на тлі відомих французьких та італійських художників він був не останнім. Серед тих, хто замовляв йому власні портрети — італійський драматург Джованні Баттіста Нікколіні, король Італії Віктор ІІ Еммануїл тощо. Полишений зайвої помпи та офіціозу «Портрет Лінди Уссі» в саду, дружини художника, зігрітий теплим почуттям.

## Вибрані твори (неповний перелік)
- «Алегорія з янголом перемоги»

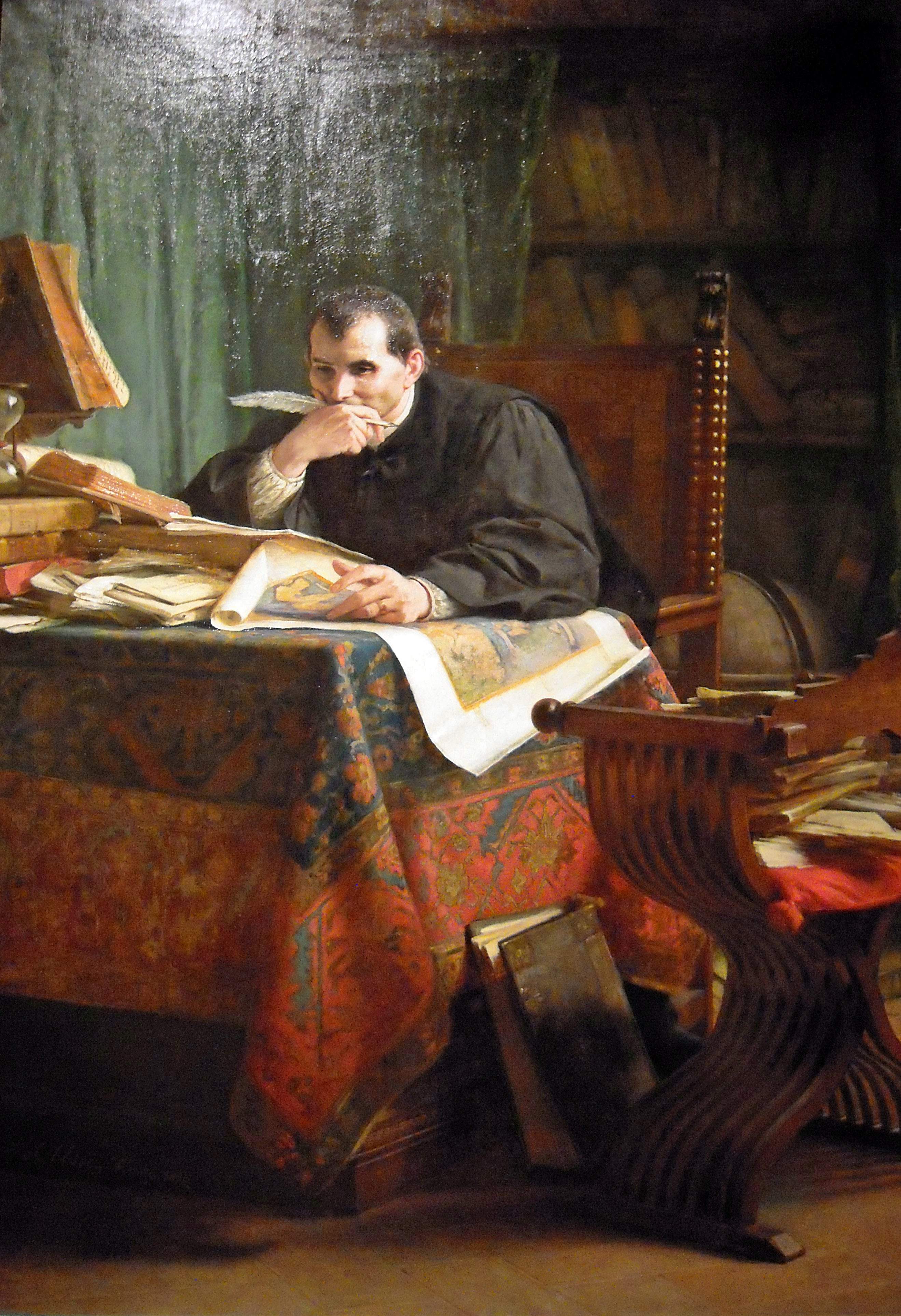
Стефано Уссі. «Ніколо Макіавеллі в своїй студії», 1894 р., Національна галерея сучасного мистецтва, Рим.

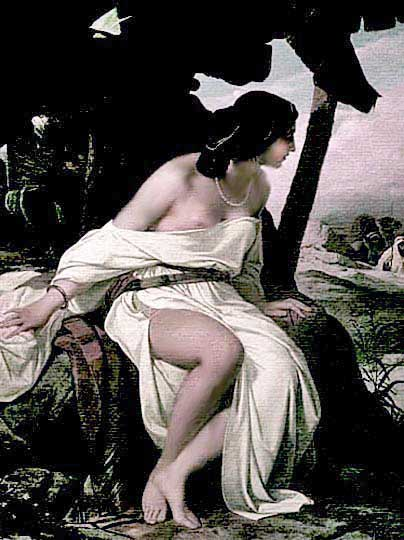
Стефано Уссі. «Повернення шейха»

- «Портрет молодого волонтера-вояка»
- «Заколо Пацці проти Медічі»
- «Бокаччо тлумачить „Божествену комедію“ Данте в церкві Санто Стефано»
- «Козімо І Медічі відмовляється покинути Флоренцію»
- «Бьянка Капелло приймає дипломатів Венеції»
- «Марко Вісконті»
- «Ромео і Джельєтта»
- «Леда і лебідь»
- «Після ванни»
- «Алегорія з херувімами»
- «Лінда Уссі, дружина художника, на терасі в садку»
- «Голова араба»
- «Ніколо Макіавеллі в своїй студії»
- «Страта Савонароли»
- «Вигнання з Флоренції»
- «Св. Цецилія»
- «Св. Франциск»
- «Джованні Баттіста Нікколіні», італійський драматург
- «Дервіш»
- «Комерсант з Туреччини»
- «Арабські вершники» («Арабська фантазія»)
- «Марокканський вояк»
- «Бедуїни під час полювання»
- «Молитва мусульман в пустелі»
- «Караван біля Каїра»
- «Арабська жінка біля колодязя»
- «Продавець апельсинів»
- «Повернення шейха»

## Вибрані твори (галерея)

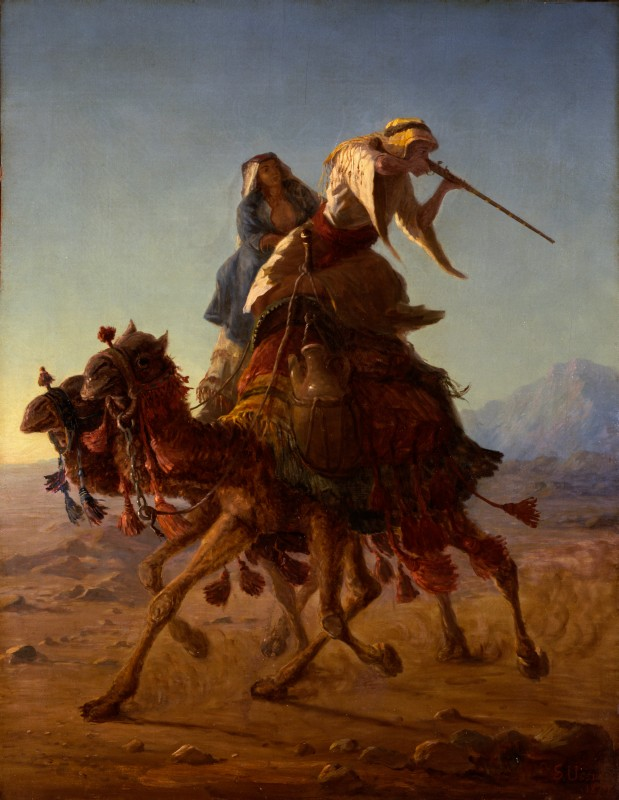
Стефано Уссі. «Бедуїни під час полювання». 1872 р.

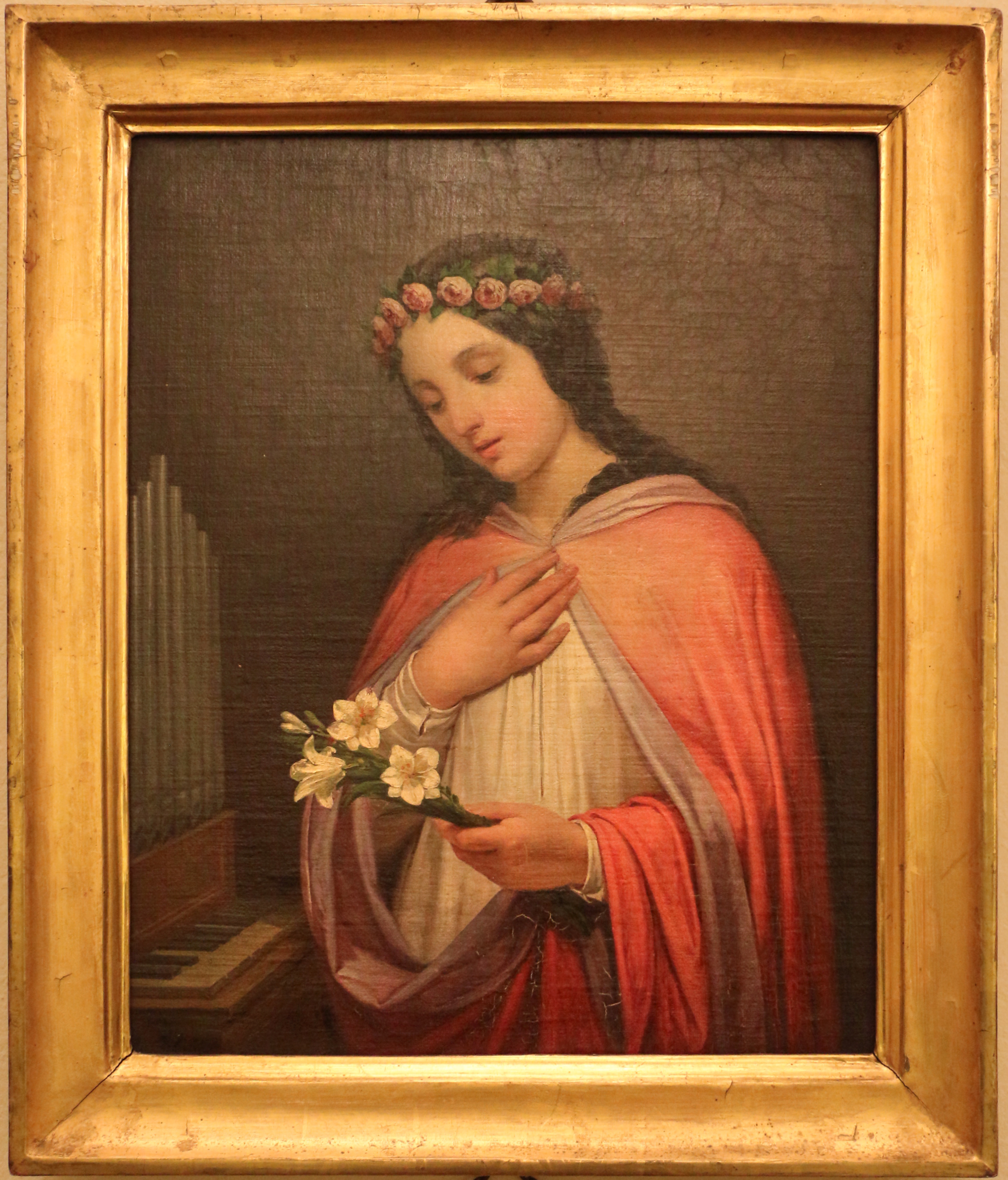
Стефано Уссі. «Св. Цецилія»
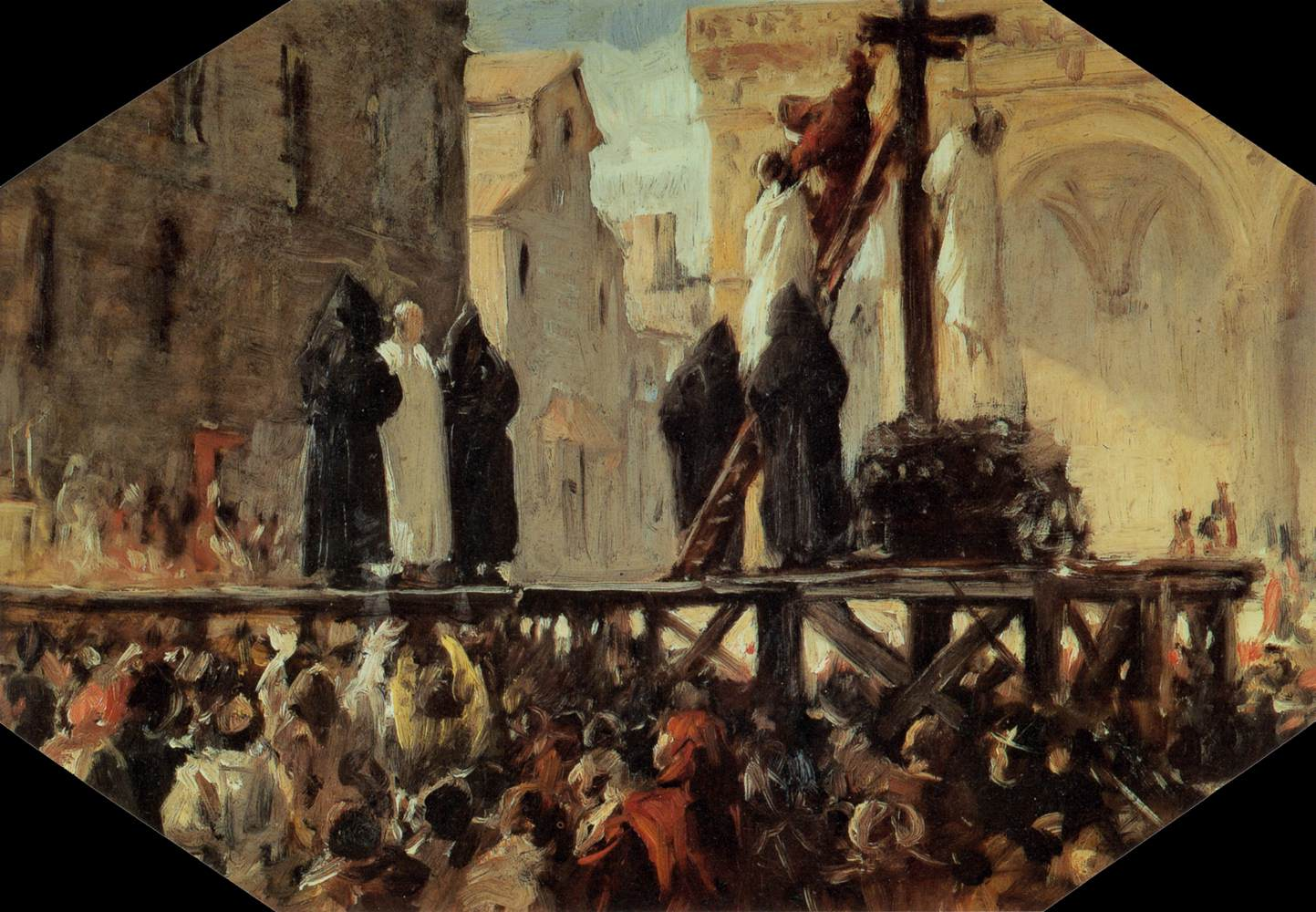
Стефано Уссі. «Страта Савонароли», «ескіз», Палаццо Пітті, Флоренція
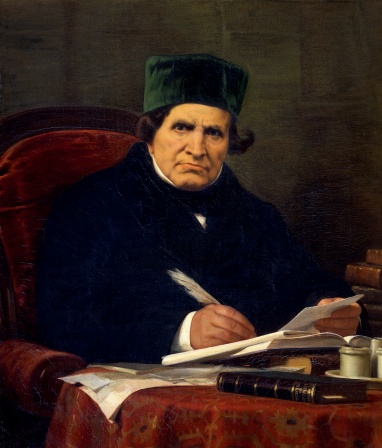
Стефано Уссі. «Джованні Баттіста Нікколіні », італійський  драматург
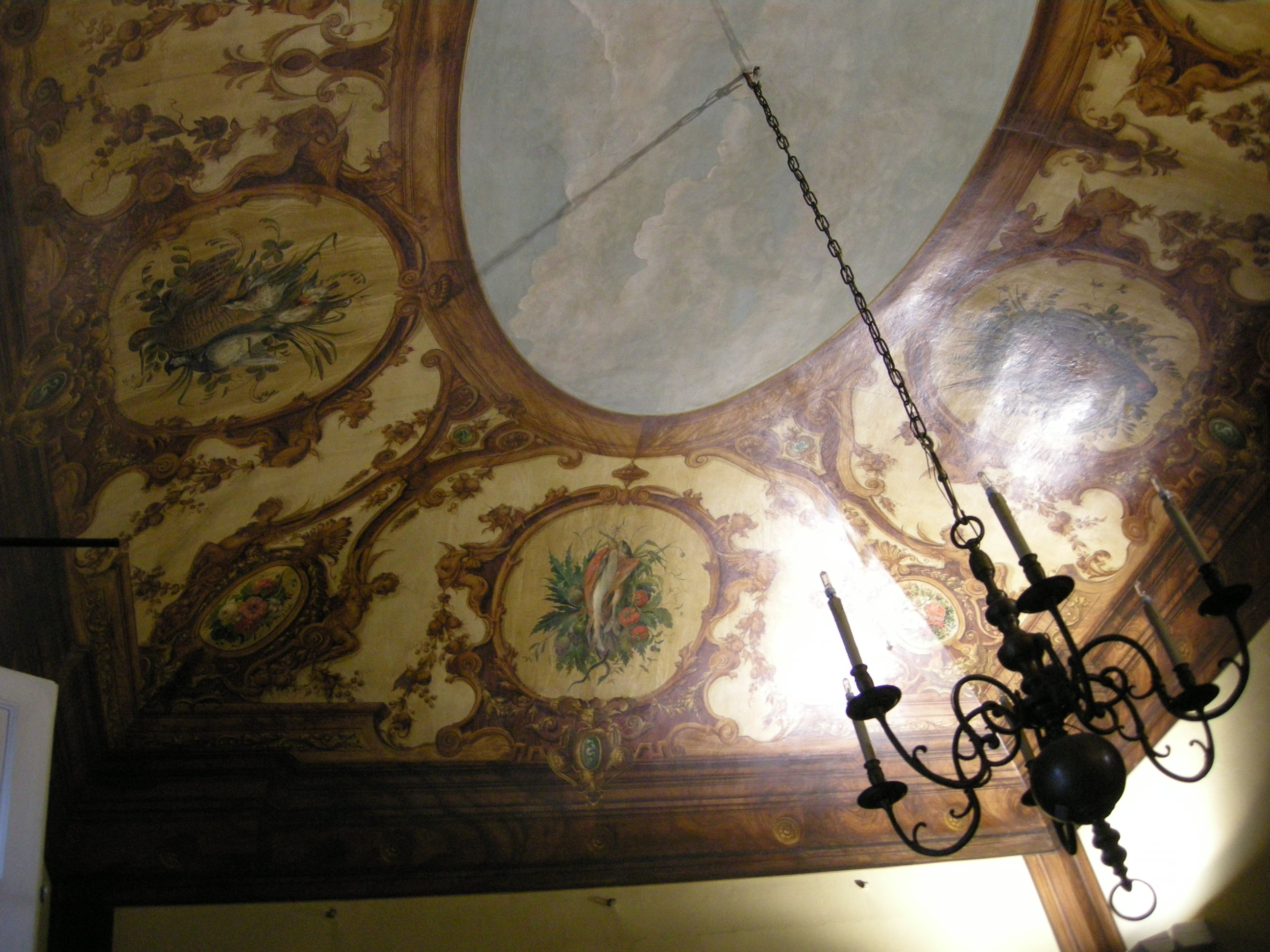
Стефано Уссі. Будинок Сівьєро, зала ді Пранцо, плафон (живопис)